# Víctor Milke
Víctor Manuel Milke Almagro, noto semplicemente come Víctor Milke (Città del Messico, 24 gennaio 1995), è un calciatore messicano, difensore svincolato.

## Caratteristiche tecniche
È un difensore centrale.

## Carriera
Cresciuto nel settore giovanile del Querétaro, ha esordito in prima squadra il 28 agosto 2013 disputando l'incontro di Copa México vinto 2-0 contro l'Leones Negros UdeG.